# 哈比人歷險記
《哈比人歷險記》（英語：The Hobbit, or There and Back Again）是一本少年奇幻小說和儿童文学作品，由英国作家J·R·R·托爾金所作。它于1937年9月21日出版后广受评论界赞誉，获得卡內基獎章提名，及《纽约先驱论坛报》颁发的最佳少年奇幻小说奖。本书流行至今已成为儿童文学中的经典作品。
《哈比人》的故事时间设定于“精灵的黄昏与人类的崛起之间”，讲述了热爱家园的哈比人比爾博·巴金斯跟随矮人踏上冒险旅程，为了夺回恶龙史矛革镇守的宝藏，从安逸的乡村来到了险恶的地域。这个故事由征途中的一系列片段组成，全书的大部分由每个章节引入一种新生物或荒野地点的形式构成。比尔博在旅程中接受了自己声名狼藉、浪漫主义、异想天开和冒险的本性，发挥自己的才智和判断力，变得更成熟、更有能力與智慧。本故事在五军之战达到高潮，在之前章节中提及的许多角色和生物再次出场参加战斗。
本故事的中心主题是个人的成长和英雄主义的各种形式。这些主题以及战争主题使评论家认为托尔金在一战中的个人经历塑造了这个故事。作者掌握的日耳曼语族文献学的学术知识和对童话的兴趣也常被认为影响了本书的创作。
因本书在口碑和销量上的成功，出版商希望能出版续集。托尔金在创作续集《魔戒》的过程中，为使整个故事完整，对《哈比人》作了一些调整。这些数量很少但意义重大的修改被整合到第二版中。之后的版本中包含了少量修订，体现出托尔金创作想法的变化。
本书从未绝版，它持续不断的影响力引发许多舞台、银幕、广播、图版游戏和视频游戏的改编；多年以來已被翻譯成64種语言，於全球銷售超过1億册。

## 角色
比爾博·巴金斯，本书标题所指的主人公，是一位受人尊敬的、内敛的哈比人。在他的冒险过程中，比尔博经常提及他家里的食品储藏室，希望能有更多食物。在发现那枚魔法戒指前，他更像是一个累赘而不是帮手。甘道夫是一位四处游荡的巫师，就是他把比尔博介绍给了十三位矮人。在旅程中，甘道夫常常因不明就里的差事消失，仅在故事的关键时刻才出现。索林·橡木盾是矮人一行骄傲自负的首领、孤山下矮人王国的继承人。他作为领袖犯了很多错误，一路上依靠比尔博和甘道夫的帮助才脱离困境，但他证明了自己是一位武力高强的战士。史矛革是一条龙，它在很久以前掠夺了索林祖父的王国，沉睡在大量的财宝中。
故事也包含了其他重要程度不一的角色，例如矮人团队的其他十二位成员；两种精灵：一类较淘气，另一类为更严肃的战士；人类；食人妖；抛巨石的巨人；邪恶的穴居哥布林；栖息在森林中的会说话的巨型蜘蛛；英勇的也会说话的巨鷹；邪恶的座狼，与哥布林结盟；贤者愛隆；咕噜，一个住在地下湖畔的怪异生物；比翁，一个能化作熊形的換皮族人；以及弓箭手巴德，一位冷酷但可敬的长湖镇人。

## 情节

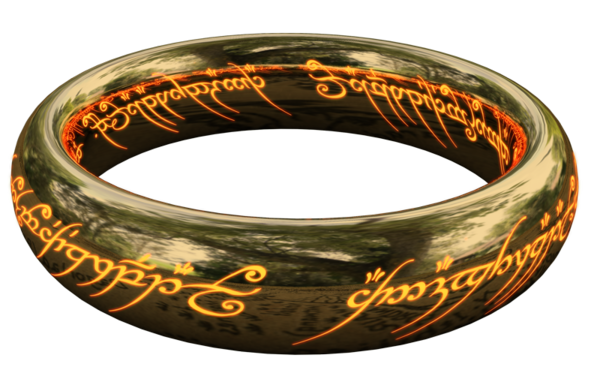
至尊魔戒。

第三紀元2941年，甘道夫與索林·橡木盾等十三個矮人的團隊意外造訪哈比人比爾博·巴金斯的住家袋底洞。比爾博被半強迫加入他們的隊伍，其旅程是要收復被惡龍史矛革佔領的矮人寶山孤山。
在進入荒野之後，甘道夫從三個食人妖手中解救了差點被吃掉的隊伍，並帶領他們到精靈族的國度瑞文戴爾，在那裡愛隆王揭示了孤山地圖上隱含的密語。在穿越迷霧山脈時，隊伍被邪惡生物哥布林捕獲，並被其押送到地底，儘管甘道夫趕來救出了眾人，但在逃出山脈途中比爾博被意外拋下，他隨即在地面拾獲了一枚神奇的戒指，接著他遇見了居住在地底暗湖旁的咕嚕，被迫與之展開猜謎遊戲；如果咕嚕輸了，他就得幫比爾博指出離開地底的出路；如果比爾博輸了，他就得被咕嚕吃掉。最後在魔戒隱身功能的幫助下，比爾博逃出地底，與甘道夫和矮人重聚。半獸人與座狼繼續追趕著他們，但藉助於巨鷹的協助，他們抵達比翁的住家。
接著隊伍在沒有甘道夫陪伴的情況下冒險穿越幽暗密林，先後被巨型蜘蛛圍困、及為木精靈抓住囚禁在地牢內，但都在比爾博幫助下而化險為夷。當他們來到長湖鎮後受到了熱烈的歡迎，鎮上居民都希望他們能夠實現古老的預言，消滅史矛革。隊伍來到孤山，成功開啟密門，比爾博獨自進入山中，盜取了一個金杯，並發現史矛革麟甲上的缺口。當史矛革察覺金杯被偷後異常憤怒，為了報復曾經幫助過矮人的人類，牠飛離孤山來到長湖鎮展開攻擊。幸而一隻黑鳥在此前曾聽見比爾博與矮人對話中提及惡龍缺口的部分，而將其告知了弓箭手巴德，使巴德能夠以黑箭成功將惡龍射殺。
當矮人重獲孤山寶藏之後，比爾博將矮人王族的家傳寶鑽偷偷藏了起來。木精靈與長湖鎮居民聯軍包圍了孤山，要求矮人兌現承諾、償還部分黃金，以協助重建遭到破壞的長湖鎮，但索林拒絕了對方的請求，並招喚鐵丘陵的親族丹恩前來助。比爾博試圖透過將家傳寶鑽交給聯軍、而避免戰爭發生，但頑固的索林在發現真相後仍將比爾博驅逐。
在戰爭就要一觸即發之際，此時半獸人軍隊入侵，五軍之戰爆發，甘道夫說服精靈、人類和矮人團結一致來對抗敵人。在巨鷹和比翁等援軍到來後，聯軍終擊潰了半獸人，贏得戰役；索林不幸戰死，他在臨死前與比爾博和好。五軍之戰使東方大地獲得長久的和平，比爾博則踏上返鄉之路......。

## 概念和创作

### 背景
1930年代早期，托尔金在牛津大学彭布罗克学院担任勞林森與博斯沃思教授以追求学术事业。他的几首诗歌在杂志和小范围读物上发表，包括和，后者是童谣的重写。他当时的创作也包括写给自己孩子的《聖誕老爸的來信》，原稿带有插图，故事的主角有战争中的地精和哥布林，以及一头友善助人的北极熊。他也创作了精灵语和一个相伴的神话故事，这是他自从1917年起就开始做的事。这些作品都在托尔金去世后得以出版。
在一封1955年给威斯坦·休·奥登的信中，托尔金回忆他是在1930年代的一天早晨开始了《霍比特人》的写作，当时他正在批改学校证书考试，发现了一张空白页，突然間有了灵感，而写下了：（在地洞裡住著一個哈比人）。托尔金形容說：「我不知道为何會寫下這句话。很長時間裡我並没有拿它怎麼樣，好幾年裡我除了畫了索爾的地圖外什麼也没幹。但這句話到了1930年代就衍生出了一部《霍比特人》」。在這期間，托尔金還開始向他的孩子朗讀這個有關哈比人的故事，《哈比人》故事逐漸成形。他的二兒子麥可·托爾金還記得當時父親講爐邊故事的情景，他說：「有一次，父親说他準備跟我們講一个很長的故事，关于一个長着毛茸茸雙脚的小東西，然後問我們該給這個小家伙起個什麼名字—— 隨後他自己回答道：『我想我們就叫他哈比人吧』」。小兒子克里斯托夫還曾指出了父親故事中的不連貫之處，讓托尔金只好拿筆把故事寫下來。
《哈比人歷險記》較早的版本與最終的版本有很大差別，在較早的版本中比爾博進入惡龍洞穴中屠龍，惡龍名叫「普拉夫頓」，巫師的名字不叫甘道夫而是「布拉多辛」，甘道夫則是矮人領袖的名字。後來托尔金決定所有的矮人名字都取自於古冰島詩集《老埃達》。

### 首度出版
到1932年末，托尔金已经完成了这个故事的写作，把原稿借给几位朋友阅读，其中包括C·S·刘易斯和一位名叫伊莲·格里菲斯（Elaine Griffiths）的学生。1936年，乔治·艾伦与昂温出版公司的雇员苏珊·达葛纳（Susan Dagnall）拜访了伊莲，据说伊莲自己借给了她这本书，另一种说法为伊莲建议她向托尔金借。总之，达葛纳对该书印象很深，随之把书展示给了出版公司创始人史坦利·昂溫。后者让自己10岁的儿子雷纳阅读并评价。雷纳的积极评价使艾伦與昂温公司决定出版托尔金的小说。
1937年春天，托尔金花了兩個多月時間詳細修改校稿。《哈比人歷險記》於1937年9月21日出版，首刷共印了一千五百本，其中附有托尔金的插圖。托尔金把《哈比人歷險記》的首版送給了一些親友。
史坦利·昂溫為《哈比人歷險記》寫了一段廣告詞，其中將該書與路易斯·卡羅的《愛麗絲夢遊仙境》相提並論：「《哈比人歷險記》的誕生教人想起《愛麗絲夢遊仙境》，這裡是另一位深奧學科教授的遊戲之作」，托爾金對這段廣告詞感到不滿，給昂溫寫了三頁批評，指出其中的錯誤之處:141。
1938年初，《哈比人歷險記》在美國由霍夫頓·米夫林公司出版；該書版權陸續賣給各國的出版商。二戰前不久，德國的厄頓與李歐寧出版公司來信爭取《哈比人歷險記》的出版，不過卻詢問托爾金是否有雅利安血統，這讓托尔金很生氣，他清楚對方是想知道他是不是猶太人，於是透過昂溫回信回絕對方。

### 插圖
在1936年托尔金得知艾伦與昂温公司將願意出版《哈比人歷險記》後，應對方的要求開始重新繪製插圖。他希望能在書後附上中土大陸地圖，而索爾的地圖應放在第一章內。他在寄插圖給出版公司的信中謙虛地自稱：「作者不會畫圖，這些圖畫得不好」，但出版公司最終採用了托尔金所畫的八張黑白插圖:136。
早在1937年5月《哈比人歷險記》尚未於英國出版時，美國的霍夫頓·米夫林公司就已表態願意在美國出版此書，並希望能在書內附上彩色插圖。托尔金在工作繁忙之餘畫了五張彩色插圖，分別為「瑞文戴爾」、「山坡」、「比爾博在陽光下醒轉」、「和史麥戈談話」和「比爾博來到小精靈之屋」，米夫林公司在出版時採用了前四張插圖，不過艾伦與昂温公司在1938年推出《哈比人歷險記》的二版時則將這些插圖全部收錄:140。

### 續集
《哈比人歷險記》獲得成功之後，昂温強烈建議托尔金再出續集寫哈比人的故事，托尔金本希望能夠將《精靈寶鑽》出版，但昂温並不接受。托尔金起初並不知道要該如何將《哈比人》的故事發展下去，不過後來因有了靈感，便開始著手撰寫這部《哈比人》的續集，即《魔戒》，這一寫便是多年，直至1949年才大致完成，並於1954年開始出版。

## 評價
在《哈比人歷險記》出版後，C·S·刘易斯便在《泰晤士報》文學增刊上表示「《哈比人》將是經典之作」。1954年，威斯坦·休·奥登在《紐約時報》上評論《魔戒現身》時指出「《哈比人》是本世紀最佳的兒童讀物」。
專家S·A·依考菲認為：「在當時其他僅僅是充斥著單純魔法的故事群當中，《哈比人歷險記》作為幻想文學的路標而顯得大放異彩」:99。

## 榮譽
- 獲卡內基獎章提名[24]
- 獲《纽约先驱论坛报》最佳少年奇幻小说奖[24]
- 獲1938年美國《號角書》雜誌年度好書獎[13]
- 入選英國水石書店「最受喜愛的100本童書」[13]
- 入選美國全國教育協會「100本最佳童書」[13]

## 中文版本
- 1993年6月，中国大陆中国少年儿童出版社出版《小矮人闯龙穴》
- 1996年7月，台灣聯經出版公司出版《小矮人歷險記》，劉會友譯
- 2001年12月，台灣聯經出版公司出版，朱學恆譯
- 2002年4月，中国大陆译林出版社出版《魔戒前传：霍比特人》
- 2012年12月，台灣聯經出版公司出版，朱學恆譯
- 2013年1月，中国大陆上海人民出版社出版《霍比特人》，吳剛譯[4]

## 影視改編和遊戲
- 1977年，藍金貝斯公司（Rankin-Bass）製作了電視動畫特別節目《哈比人（英语：The Hobbit (1977 film)）》（The Hobbit）。
- 1979年，英國國家廣播公司製作兒童電視影集《The Hobbit》。
- 2012年至2014年由華納兄弟發行電影版本的《哈比人電影系列》三部曲，由魔戒三部曲導演彼得·傑克森執導，三部電影分別為《哈比人：意外旅程》（The Hobbit: An Unexpected Journey）、《哈比人：荒谷惡龍》（The Hobbit: The Desolation of Smaug）及《哈比人：五軍之戰》（The Hobbit: The Battle of the Five Armies）。與原著相比，傑克森的哈比人電影在敘事風格上較嚴肅及沉重[25]。